# Gut Herrlehof
Gut Herrlehof ist eine Einöde und ein Ortsteil von Ellgau im schwäbischen Landkreis Augsburg. Es liegt zwischen Ellgau und Oberndorf am Lech.

## Geschichte

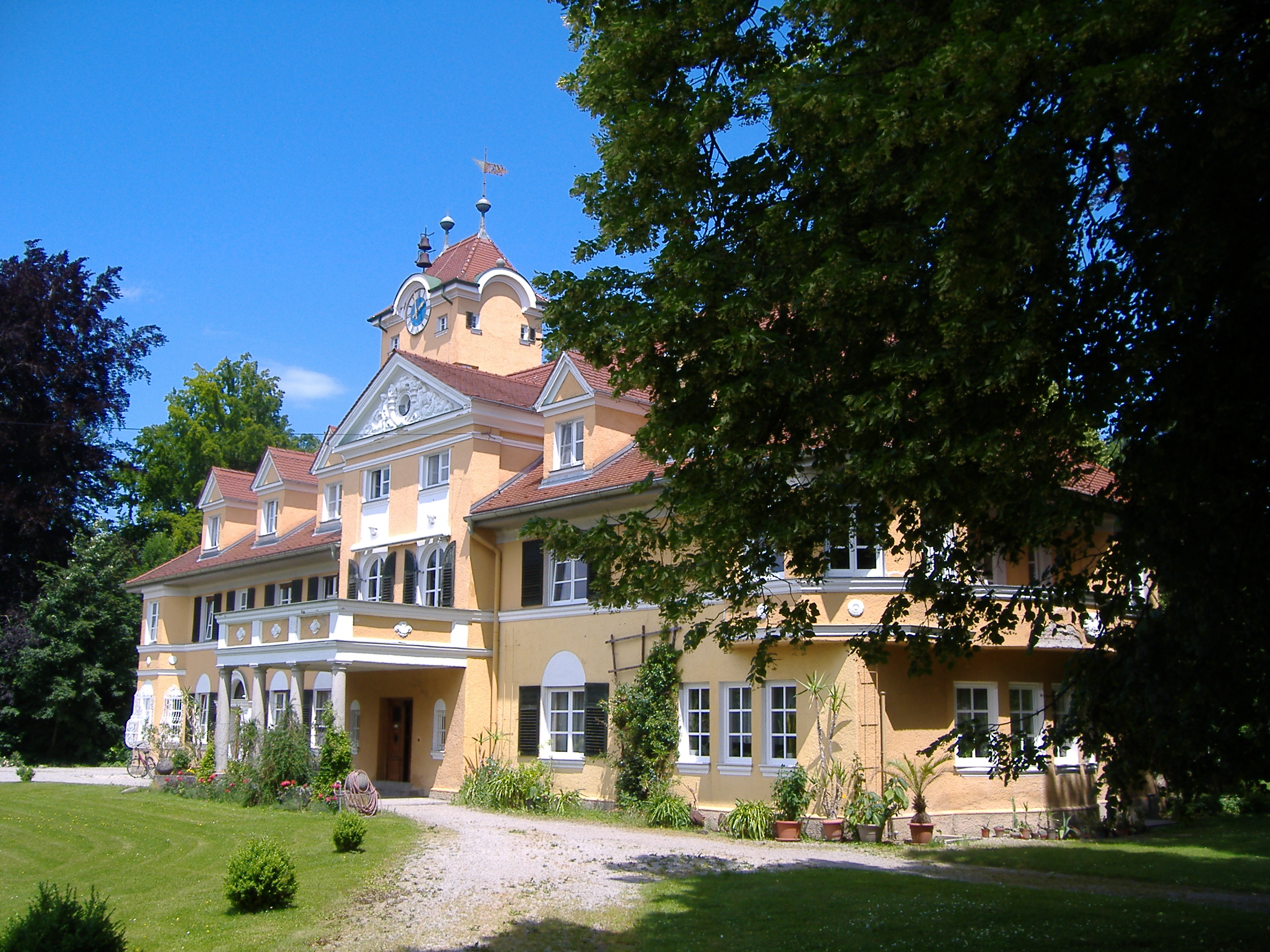
Vorderfront des Gutshauses Herrlehof

Der Herrlehof verdankt seinen Namen einem Geistlichen, der sich an Ort und Stelle ein kleines Haus mit Garten und bescheidenem Weideland erworben hatte. Von den umliegenden Bauern wurde der Gottesmann „Herrle“ genannt. 
Im Jahre 1898 ging das Areal, inzwischen ein beachtlicher Gutsbetrieb, in die Hände von Daniel Lichti über. Seitdem ist der Herrlehof im Besitz der Familie Lichti. Auf dem Gut brach öfters Feuer aus, so 1917 und 1921. 1922 baute Philipp Lichti, nachdem der Dachstuhl des Wohnhauses durch eine Feuersbrunst zerstört worden war, das heutige Herrenhaus im neubarocken Stil auf. Besonderes Kennzeichen des Gutshauses ist sein markanter Wasserturm mit Turmuhr. Beachtenswert sind auch die Stuckarbeiten an der Vorderfront des Hauses. 
Heute umfasst der Herrlehof ca. 220 Hektar Land, davon sind 200 Hektar Ackerland. Das Gutshaus ist von einem herrlichen Park umgeben. Ein wichtiger Betriebszweig ist die Vermietung von Ferienwohnungen.

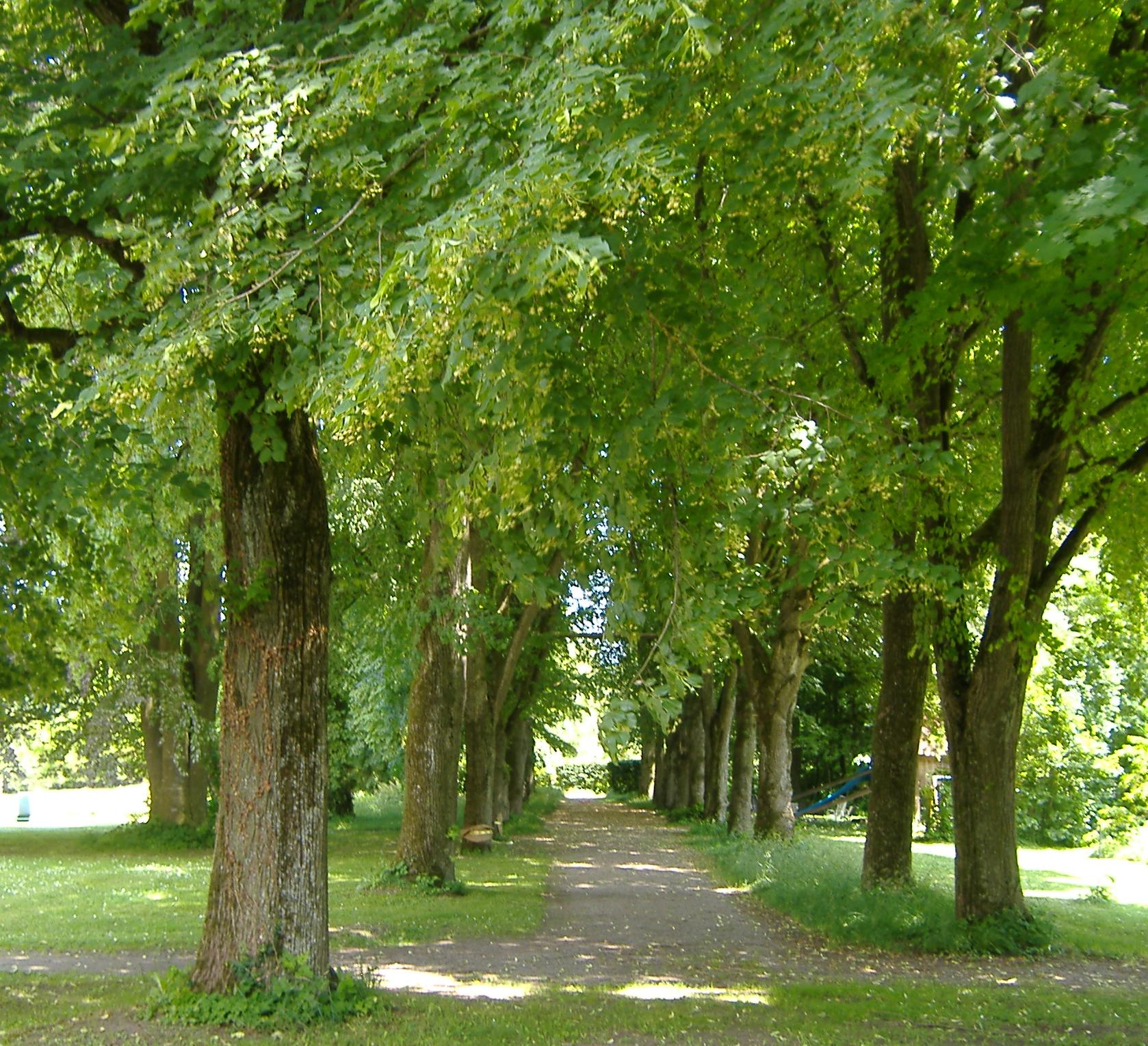
Blick in den Park des Guts Herrlehof
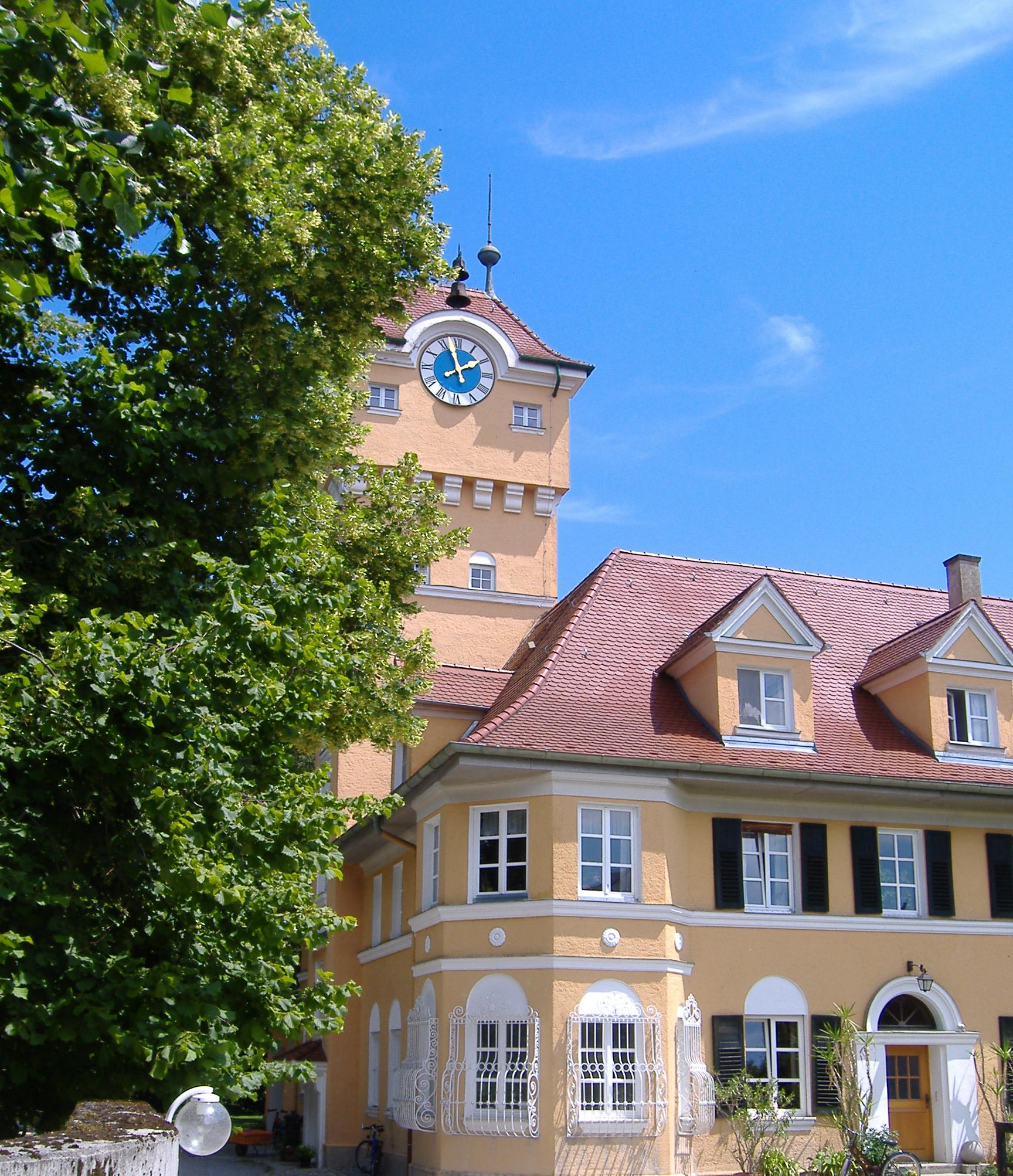
Wasserturm am Wohnhaus
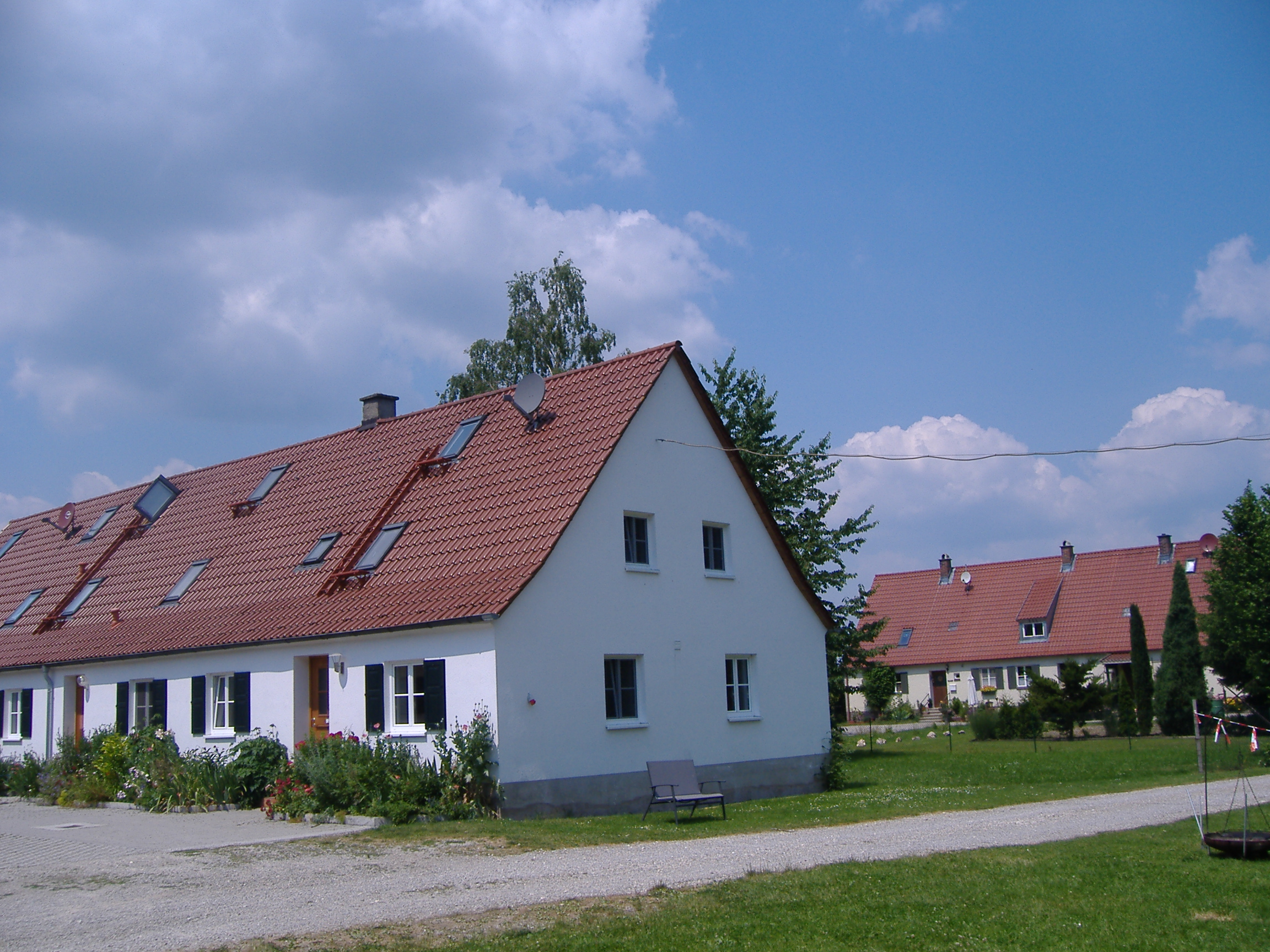
Einstige Gutsarbeiterwohnhäuser, heute u. a. Ferienwohnungen